# 柳京洙
柳 京洙（リュ・ギョンス、류경수）は朝鮮民主主義人民共和国（北朝鮮）の軍人、政治家。朝鮮戦争開戦時の第105戦車旅団長。別名は柳三孫。満州派。妻は朝鮮革命博物館館長などを務めた黄順姫。

## 経歴
1915年、咸鏡南道新興郡の貧しい家庭に生まれる。
1931年、春荒闘争に参加。1932年、中国共産主義青年団に加入。同年8月、延吉遊撃隊に入隊。1936年、中国共産党に入党。東北抗日聯軍第1路軍で活動。1940年11月にソ連に入り第88特別旅団第1大隊第1中隊第1小隊長・中尉。
第2次世界大戦終戦後は帰国し、朝鮮人民軍第4連隊長を経て1950年、第105戦車旅団長・少将。朝鮮戦争が勃発し、ソウルを占領すると第105戦車旅団は師団に昇格し、柳には朝鮮民主主義人民共和国英雄と国旗勲章第1級が授与された。第105師団は戦争初期に韓国陸軍やスミス支隊に猛威を振るったがアメリカ空軍の参戦やスーパー・バズーカの導入によって次第に脅威は薄れた。とくに航空機の攻撃が脅威であり、「飛行機狩り」という刺し違え戦法が指令されたが、効果は無く、洛東江にたどり着いた時には1個戦車連隊程度の戦力になっていた。
1950年9月、国連軍の反攻作戦で壊滅し、戦車は1両も帰還できなかった。当時第105戦車師団政治軍官（上尉）だった呉基完は「もし安東洙政治文化副師団長が戦死していなかったら、柳京洙師団長が階級章を捨て私服を着たまま後退するようなことは決して起こらなかっただろう」と証言した。1951年1月、負傷した金光侠に代わって第3軍団長。
1956年、第3回党大会中央委員。
1958年、第2集団軍司令官・大将。

## 評価
野戦指揮官としての評価はかなり貧弱で、人民軍の軍団長の中で最下位またはそれに近い位置に評価されている。
ロシア語は読み書きと流暢に話すことができ、中国語は流暢に話せ、日本語に関しては実用的な知識を持っていた。
「この餓鬼」「×のような餓鬼」が口癖であるという。
第3軍団長であったとき、作戦会議を開かれ、軍団参謀長と作戦部長が任務などを詳しく説明して司令官の決意を代弁し、各師団の任務について意見を求めてから正式命令をもらって会議を終えた。ある師団長が任務に関してもう少しはっきり知ろうと柳京洙の許へ出向き質問するや否や、「何を言ってるんだ、人が話しているときによく聞きもせず。俺も知らんよ。×みたいな餓鬼が。俺が何か知っていると思ってそんなことを聞くのか？えっ！参謀長んとこ行って聞いてみろ」と吐き捨てるように言った。
1953年晩秋、全軍の文芸サークル競演大会が開かれることになり、第1集団軍政治部では兵士手製の楽器で小型の交響曲を準備し、試演会に柳京洙を案内した。何曲か演奏された後、柳京洙は政治部副部長の朴表燮大佐を怒鳴りつけ、席を蹴って出ていってしまった。
集団軍麾下の将校家族会で、主席壇の中央の席に座って家族たちを見下ろしながら「俺のような高い人間を初めて見ただろう？」と言い、訓話を垂れるとき「将校らが真黒に汚れた足袋を穿いているんだ。女房たちは何をごろごろしている？暑い最中、犬みたいになって亭主を出勤させ、羽をすっかり伸ばして蠅を一口食らい、昼寝ばかりしてるわけか！」と言った。